# Список историко-культурных заповедников АР Крым
Список историко-культурных заповедников Автономной Республики Крым в составе Украины по состоянию на 2014 год.

## Историко-культурные заповедники АРК
| Название заповедника | Адрес                                            | Дата создания |
| --- | ------------------------------------------------ | ------------- |
| Севастополь |                                                  |               |
| Национальный заповедник «Херсонес Таврический»                                                                                | ул. Древняя, 1                                   | 08.02.1994    |
| Автономная Республика Крым |                                                  |               |
| Государственный историко-культурный заповедник в г. Керчь                                                                     | г. Керчь, ул. Свердлова, 7 (ул. Айвазовского, 5) | 05.03.1987    |
| Государственный историко-культурный заповедник в г. Бахчисарай                                                                | г. Бахчисарай ул. Речная, 133                    | 08.09.1990    |
| Государственный дворцово-парковый музей-заповедник в г. Алупка                                                                | г. Алупка Дворцовое шоссе, 10                    | 08.09.1990    |
| Государственный архитектурно-исторический заповедник «Судакская крепость» (филиал Национального заповедника «София Киевская») | г. Судак                                         | 1928          |
| Республиканский историко-археологический заповедник «Калос Лимен»                                                             | пгт Черноморское                                 |               |
| Историко-культурный заповедник «Старый Крым»                                                                                  | Кировский район, г. Старый Крым                  |               |